# Cercis glabra
Cercis glabra là một loài thực vật có hoa trong họ Đậu. Loài này được Pamp. miêu tả khoa học đầu tiên.

## Hình ảnh

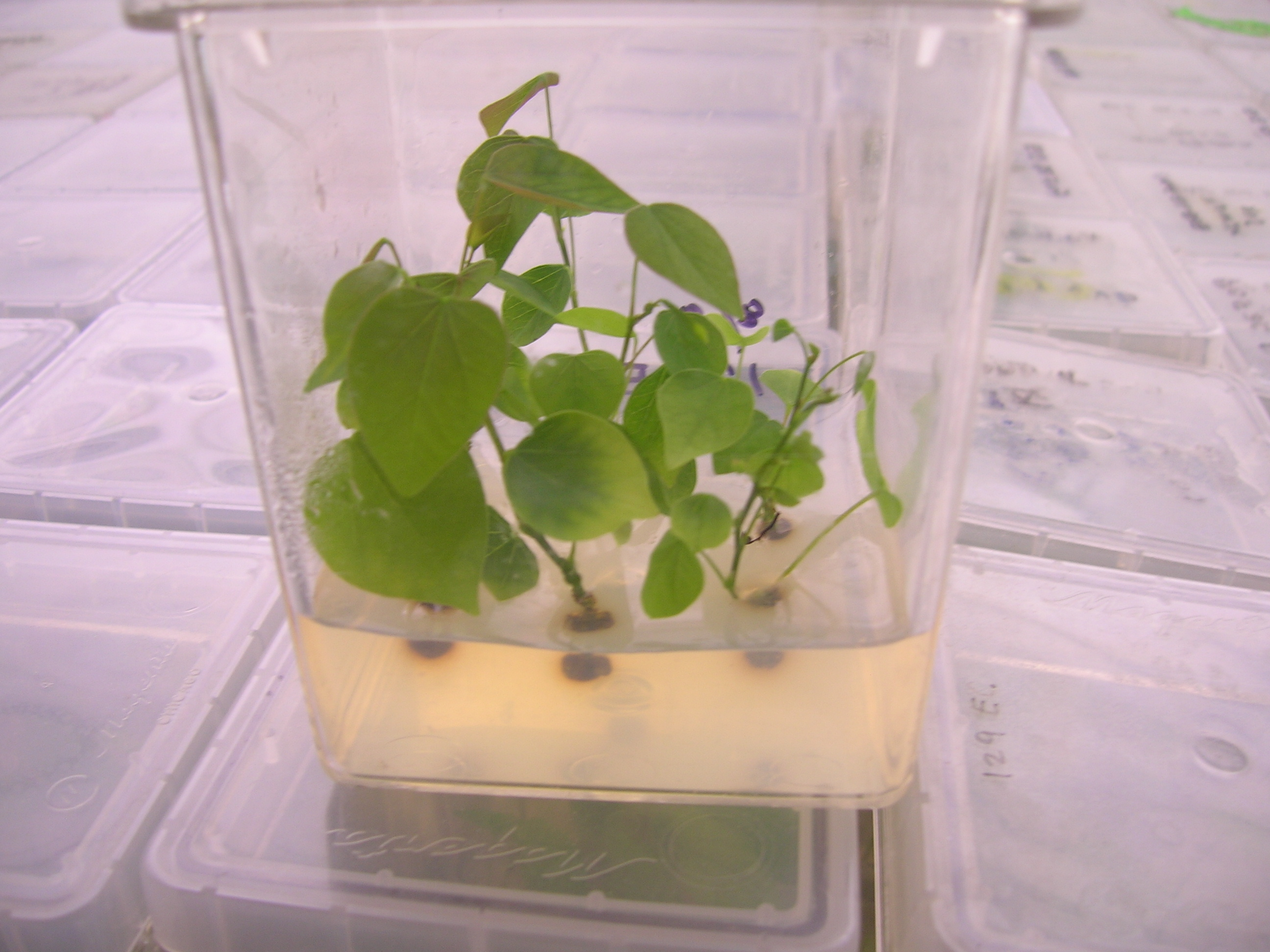
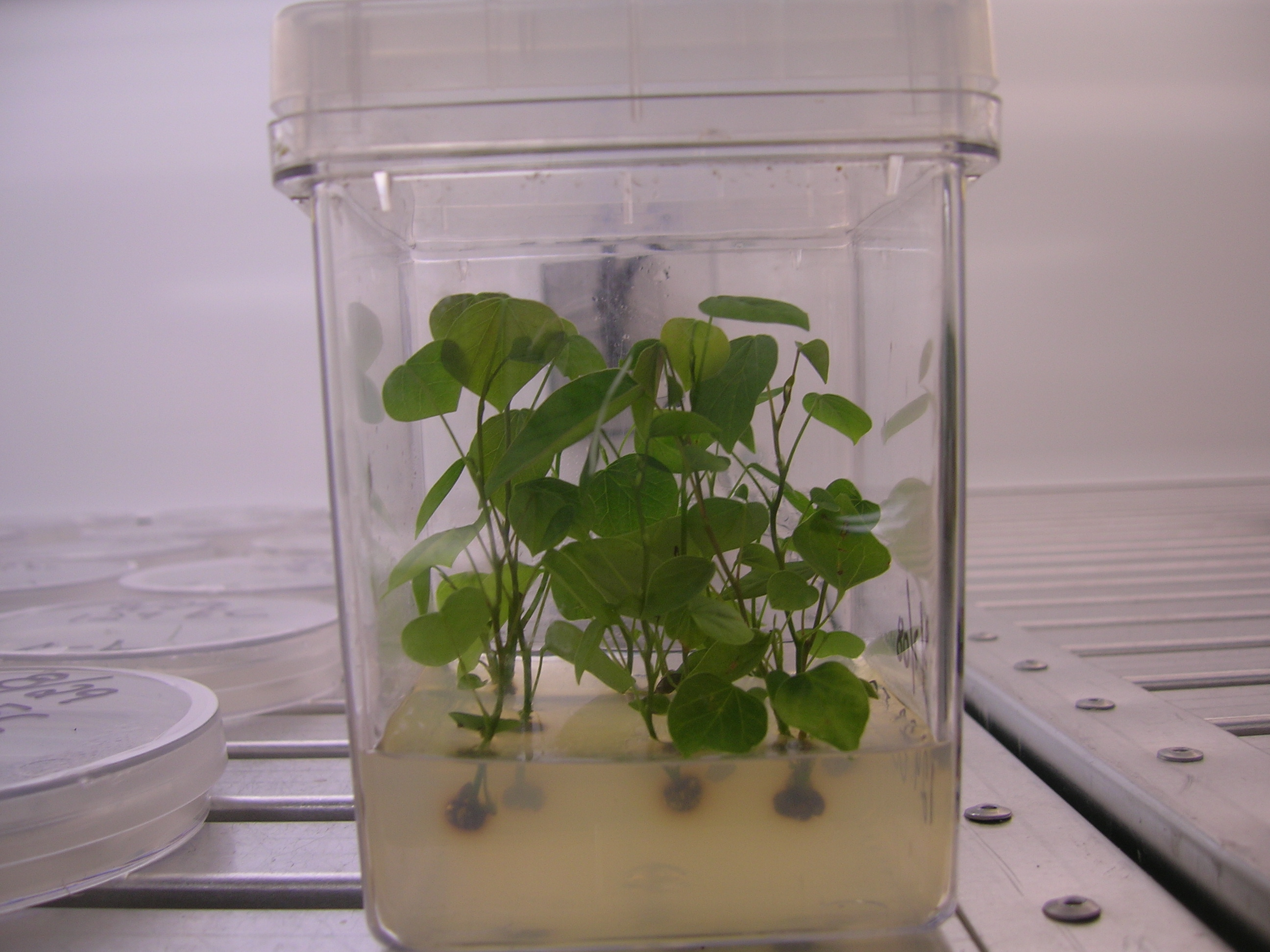